# Иоанн XXII
Иоа́нн XXII (лат. Ioannes PP. XXII, в миру — Жак д’Юэз, фр. Jacques Duèze; 1244 или 1249 — 4 декабря 1334) — папа римский с 7 августа 1316 года по 4 декабря 1334 года. Второй папа периода Авиньонского пленения.

## Ранние годы и избрание папой
Француз Жак д’Юэз (фр. Euse) — сын сапожника из Каора. Он изучал медицину в Монпелье и право в Париже, однако не мог прочитать королевское письмо, написанное ему на французском языке.
Жак также изучал церковное и гражданское право в Тулузе и Каоре. По рекомендации Карла II Неаполитанского он был поставлен епископом Фрежюса в 1300 году. В 1309 году Жак был назначен канцлером Карла II, а в 1310 год] был переведён в Авиньон, став епископом Авиньона. В это время он выступил с юридическими заключениями, благоприятными для подавления тамплиеров, но также защищал Бонифация VIII и буллу «Unum Sanctam». 23 декабря 1312 года папа Климент V назначил его кардиналом-священником с титулом церкви Санти-Витале, а через год — кардиналом-епископом Порто и Санта Руфина.
Смерть папы Климента V в 1314 году породила двухлетнее междуцарствие, когда кардиналы не могли договориться по кандидатуре нового папы. Наконец, в 1316 году будущему королю Филиппу V удалось организовать папский конклав из двадцати трёх кардиналов в Лионе. Этот конклав избрал Жака, который принял имя Иоанна XXII и был коронован в Лионе. Он создал себе резиденцию в Авиньоне, а не в Риме.
Иоанн XXII ввязался в политику и религиозные движения многих европейских стран в целях продвижения интересов Церкви. Его тесные связи с французской короной породили недоверие папству. Не лишённый некоторых познаний в каноническом праве, он отличался крайним суеверием, жестокостью и нетерпимостью и больше всего боялся колдовства. Он сжигал живыми за ересь тех миноритов, что в абсолютной бедности видели подражание Христу и апостолам, но сам вызвал всеобщее неудовольствие учением, что святые будут лицезреть Бога только после Страшного Суда, и вынужден был отказаться от этой идеи.

## Папство
Папа Иоанн XXII был прекрасным администратором. Он послал благодарственное письмо мусульманскому правителю Узбек-хану, который был терпим к христианам.
Иоанну XXII традиционно приписывают сочинение молитвы «Anima Christi, sanctifica me…»
27 марта 1329 года Иоанн XXII осудил труды Майстера Экхарта как еретические в папской булле «In Agro Dominico» .

### Конфликт с Людовиком IV
Опираясь на Французское королевство, Иоанн хотел распоряжаться немецкой императорской короной, но встретил противодействие и в Германии, и в Италии. Во время спора Людовика IV Баварского с правителем Австрии Фридрихом III Иоанн предъявил претензии на временное управление Германией и на решение спора.
После окончательной победы Людовика папа стал на сторону его противника, а самого Людовика отлучил от церкви. Это не помешало Людвигу Баварскому найти много сторонников в Италии и, после коронования в Риме, созвать в Тренто собор, объявивший Иоанна еретиком и избравший на его место минорита Пьетро Райнальдуччи, принявшего имя Николая V. Иоанну удалось захватить антипапу, а чтобы наказать Германию, он декретом отделил Италию от Немецкой империи.

### Внутренние дела
Во многом деятельность Иоанна XXII стоит у истоков гонений на колдунов, развившихся в охоту на ведьм. Вступив на престол, он распорядился отдать под суд епископа родного города на том основании, что тот якобы околдовал его. В 1321 году он направил инквизиторов в Тулузу и Каркассон, чтобы те изгнали из дома Господня всех колдунов. В 1326 году это было распространено на все земли, находившиеся в ведении римско-католической Церкви. Начиная с этого времени в приговорах инквизиции стали появляться формулировки «еретическое колдовство». Во время своего понтификата Иоанн запретил в Италии алхимию; особенно жестоко, используя инквизиционные трибуналы, Иоанн преследовал спиритуалов. Буллой 1321 года был запрещён спор о том, как относился Христос к вопросу о нищете и частной собственности; через 2 года объявил, что всякая ссылка на Библию с целью «идеализировать» нищету и бедность являются ересью.
Используя борьбу партий в Германии за императорскую корону, смещал императорских чиновников. Объявлял крестовые походы, однако так и не осуществил этот проект, что не помешало ему собрать немалые средства на это предприятие.

## Смерть
Иоанн умер в возрасте 90 лет, после самого длительного в XIV веке восемнадцатилетнего понтификата, оставив колоссальное богатство — свыше 750 тысяч флоринов.

## В литературе
Папа  Иоанн XXII является героем серии романов Мориса Дрюона «Проклятые короли», а также неоднократно упоминается в романе Умберто Эко «Имя розы».

## Киновоплощения
- Анри Вирложё в мини-сериале «Проклятые короли», 1972 год.
- Клод Риш в мини-сериале «Проклятые короли», 2005 год.
- Чеки Карио в мини-сериале «Имя розы», 2019 год.